# Jürgen Melzer
Jürgen Melzer (1981. május 22. –) osztrák hivatásos teniszező. 1999-ben a juniorok között megnyerte a wimbledoni teniszbajnokságot. Ugyanebben az évben lett profi teniszező, eddigi karrierje során egyéniben öt, párosban tizenhárom ATP-tornán diadalmaskodott. A Grand Slam-tornákon az eddigi legjobb teljesítményét egyéniben a 2010-es Roland Garroson nyújtotta, ahol az elődöntőig jutott. Párosban kétszeres Grand Slam-győztes: 2010-ben a wimbledoni bajnokságot, 2011-ben a US Opent nyerte meg a német Philipp Petzschnerrel az oldalán. Iveta Benešovával 2011-ben vegyes párosban is győzött Wimbledonban. Az egyéni világranglistán a legjobb helyezése a nyolcadik volt, amelyet 2011 áprilisában ért el. Párosban a hatodik helyen is állt, 2010 szeptemberében.
Pályafutása során három olimpián vett részt. Először a 2004-es athéni olimpián játszott, ahol egyesben az első fordulóban vereséget szenvedett az amerikai Vincent Spadeától. Négy évvel később a 2008-as pekingi olimpián egyesben a negyeddöntőig jutott, ahol a későbbi győztes Rafael Nadaltól kapott ki, párosban pedig Julian Knowle partnereként szenvedett vereséget az első kiemelt, későbbi bronzérmes Mike Bryan–Bob Bryan-testvérpártól. Harmadik olimpiai részvétele a 2012-es londoni játékokon volt, ahol egyesben az első fordulóban győzte le őt a horvát Marin Čilić, párosban pedig a második körben esett ki Alexander Peya partnereként, miután kikaptak a spanyol David Ferrer–Feliciano López-duótól.

## Grand Slam-döntői

### Páros

#### Győzelmei (2)
| Év   | Torna     | Borítás | Partner            | Ellenfelek a döntőben                | Eredmény a döntőben |
| 2010 | Wimbledon | Fű      | Philipp Petzschner | Robert Lindstedt Horia Tecău         | 6–1, 7–5, 7–5       |
| 2011 | US Open   | Kemény  | Philipp Petzschner | Mariusz Fyrstenberg Marcin Matkowski | 6–2, 6–2            |

### Vegyes páros

#### Győzelmei (1)
| Év   | Torna     | Borítás | Partner        | Ellenfelek a döntőben          | Eredmény a döntőben |
| 2011 | Wimbledon | Fű      | Iveta Benešová | Mahes Bhúpati Jelena Vesznyina | 6–3, 6–2            |

## Eredményei Grand Slam-tornákon

### Egyéniben
| Grand Slam | Australian Open | Australian Open      | Roland Garros | Roland Garros      | Wimbledon     | Wimbledon          | US Open  | US Open               |
| Év         | Eredmény        | Utolsó ellenfél      | Eredmény      | Utolsó ellenfél    | Eredmény      | Utolsó ellenfél    | Eredmény | Utolsó ellenfél       |
| 2000       | –               | –                    | –             | –                  | 1. kör        | Mark Philippoussis | –        | –                     |
| 2002       | –               | –                    | –             | –                  | 1. kör        | Greg Rusedski      | 2. kör   | Nicolás Massú         |
| 2003       | 1. kör          | Pharadon Szricsaphan | 1. kör        | David Ferrer       | 2. kör        | Jonas Björkman     | 2. kör   | Juan Carlos Ferrero   |
| 2004       | 3. kör          | Sjeng Schalken       | 2. kör        | Lleyton Hewitt     | 1. kör        | Lleyton Hewitt     | 3. kör   | Michaël Llodra        |
| 2005       | 3. kör          | Andy Roddick         | 3. kör        | Guillermo Coria    | 3. kör        | Guillermo Coria    | 1. kör   | Fabrice Santoro       |
| 2006       | 1. kör          | Robby Ginepri        | 1. kör        | Nicolas Kiefer     | 1. kör        | Nicolas Mahut      | 1. kör   | Alessio Di Mauro      |
| 2007       | 2. kör          | Tommy Robredo        | 2. kör        | Juan Mónaco        | –             | –                  | 2. kör   | Juan Martín del Potro |
| 2008       | 2. kör          | Marin Čilić          | 3. kör        | Gaël Monfils       | 3. kör        | Arnaud Clément     | 3. kör   | Andy Murray           |
| 2009       | 3. kör          | Andy Murray          | 3. kör        | Gaël Monfils       | 3. kör        | Andy Roddick       | 2. kör   | Juan Martín del Potro |
| 2010       | 1. kör          | Florent Serra        | Elődöntő      | Rafael Nadal       | 4. kör        | Roger Federer      | 4. kör   | Roger Federer         |
| 2011       | 4. kör          | Andy Murray          | 2. kör        | Lukáš Rosol        | 3. kör        | Xavier Malisse     | 2. kör   | Igor Kunyicin         |
| 2012       | 1. kör          | Ivo Karlović         | 1. kör        | Michael Berrer     | 2. kör        | Lukáš Lacko        | 1. kör   | Bradley Klahn         |
| 2013       | 3. kör          | Tomáš Berdych        | 1. kör        | Igor Sijsling      | 4. kör        | Jerzy Janowicz     | 1. kör   | Jevgenyij Donszkoj    |
| 2014       | –               | –                    | 2. kör        | Jo-Wilfried Tsonga | 1. kör        | Jo-Wilfried Tsonga | 1. kör   | Marcel Granollers     |
| 2015       | 2. kör          | Tomáš Berdych        | 2. kör        | Andrej Kuznyecov   | Selejtező (2) | Selejtező (2)      |          |                       |

### Párosban
| Grand Slam | Australian Open                | Australian Open                    | Roland Garros             | Roland Garros                   | Wimbledon                      | Wimbledon                         | US Open                     | US Open                              |
| Év         | Eredmény Partner               | Utolsó ellenfél                    | Eredmény Partner          | Utolsó ellenfél                 | Eredmény Partner               | Utolsó ellenfél                   | Eredmény Partner            | Utolsó ellenfél                      |
| 2003       | –                              | –                                  | –                         | –                               | 1. kör Jarkko Nieminen         | Hicham Arazi Younes El Aynaoui    | 2. kör Filippo Volandri     | Mario Ančić Ivan Ljubičić            |
| 2004       | 2. kör Nenad Zimonjić          | André Sá Flávio Saretta            | 1. kör Irakli Labadze     | Gastón Etlis Martín Rodríguez   | –                              | –                                 | 2. kör Alexander Peya       | Simon Aspelin Todd Perry             |
| 2005       | Elődöntő Alexander Waske       | Wayne Black Kevin Ullyett          | Negyeddöntő Julian Knowle | Fernando González Nicolás Massú | 3. kör Julian Knowle           | Jonas Björkman Makszim Mirni      | 2. kör Julian Knowle        | Jan Hernych Vincent Spadea           |
| 2006       | 3. kör Julian Knowle           | Simon Aspelin Todd Perry           | 3. kör Julian Knowle      | Alexander Peya Björn Phau       | 1. kör Gilles Müller           | Daniele Bracciali Novak Đoković   | 2. kör Julian Knowle        | Jarkko Nieminen Graydon Oliver       |
| 2007       | 3. kör Julian Knowle           | Fabrice Santoro Nenad Zimonjić     | –                         | –                               | –                              | –                                 | 1. kör Robin Haase          | Amer Delić Justin Gimelstob          |
| 2008       | 2. kör Alexander Peya          | Daniel Nestor Nenad Zimonjić       | 1. kör Alexander Peya     | Jeff Coetzee Wesley Moodie      | 2. kör Thomas Johansson        | Julien Benneteau Nicolas Mahut    | 2. kör Rainer Schüttler     | Marcelo Melo André Sá                |
| 2009       | 1. kör Julian Knowle           | Mardy Fish John Isner              | 2. kör Julian Knowle      | Pablo Cuevas Luis Horna         | 1. kör Julian Knowle           | Robert Kendrick Sam Querrey       | 3. kör Julian Knowle        | Lukáš Dlouhý Lijendar Pedzs          |
| 2010       | 3. kör Philipp Petzschner      | Bob Bryan Mike Bryan               | 1. kör Philipp Petzschner | Mahes Bhúpati Makszim Mirni     | Győzelem Philipp Petzschner    | Robert Lindstedt Horia Tecău      | 1. kör Philipp Petzschner   | Kevin Anderson Victor Hănescu        |
| 2011       | Negyeddöntő Philipp Petzschner | Bob Bryan Mike Bryan               | –                         | –                               | Negyeddöntő Philipp Petzschner | Bob Bryan Mike Bryan              | Győzelem Philipp Petzschner | Mariusz Fyrstenberg Marcin Matkowski |
| 2012       | 3. kör Philipp Petzschner      | Santiago González Christopher Kas  | 3. kör Philipp Petzschner | Ivan Dodig Marcelo Melo         | Elődöntő Philipp Petzschner    | Robert Lindstedt Horia Tecău      | 2. kör Philipp Petzschner   | Jamie Delgado Ken Skupski            |
| 2013       | 1. kör Olivier Rochus          | Alexander Peya Bruno Soares        | 2. kör Lijendar Pedzs     | Pablo Cuevas Horacio Zeballos   | Negyeddöntő James Blake        | Ivan Dodig Marcelo Melo           | 1. kör Julian Knowle        | Treat Conrad Huey Dominic Inglot     |
| 2014       | –                              | –                                  | 3. kör Feliciano López    | Marin Draganja Florin Mergea    | 2. kör Feliciano López         | Jean-Julien Rojer Horia Tecău     | 2. kör Robert Lindstedt     | Eric Butorac Raven Klaasen           |
| 2015       | 1. kör Mahes Bhúpati           | Horacio Zeballos Diego Schwartzman | 2. kör Robert Lindstedt   | Vasek Pospisil Jack Sock        | 2. kör Robert Lindstedt        | Lleyton Hewitt Thanasi Kokkinakis |                             |                                      |

## ATP-döntői

### Egyéni

#### Győzelmei (5)
| Összesítés                                            | Összesítés |
| ----------------------------------------------------- | ---------- |
| Grand Slam-torna                                      | (0)        |
| ATP World Tour Masters 1000 / ATP Masters Series      | (0)        |
| ATP World Tour 500 Series / International Series Gold | (1)        |
| ATP World Tour 250 Series / International Series      | (4)        |
| ATP World Tour Finals / Tennis Masters Cup            | (0)        |

| No. | Dátum                | Torna                                        | Borítás    | Ellenfél a döntőben   | Eredmény a döntőben  |
| 1.  | 2006. szeptember 17. | BCR Open Romania, Bukarest                   | Salak      | Filippo Volandri      | 6–1, 7–5             |
| 2.  | 2009. november 1.    | Bank Austria TennisTrophy, Bécs              | Kemény (f) | Marin Čilić           | 6–4, 6–3             |
| 3.  | 2010. október 31.    | Bank Austria TennisTrophy, Bécs              | Kemény (f) | Andreas Haider-Maurer | 6–7(10), 7–6(4), 6–4 |
| 4.  | 2012. február 26.    | Regions Morgan Keegan Championships, Memphis | Kemény (f) | Miloš Raonić          | 7–5, 7–6(4)          |
| 5.  | 2013. augusztus 25.  | Winston-Salem Open, Winston-Salem            | Kemény     | Gaël Monfils          | 6–3, 2–1-nél feladta |

#### Elveszített döntői (8)
| No. | Dátum             | Torna                                            | Borítás    | Ellenfél a döntőben   | Eredmény a döntőben |
| 1.  | 2003. július 13.  | Campbell’s Hall of Fame Championships, Newport   | Fű         | Robby Ginepri         | 4–6, 7–6(3), 1–6    |
| 2.  | 2005. május 21.   | International BTM Power Grand Prix, Sankt Pölten | Salak      | Nyikolaj Davigyenko   | 3–6, 6–2, 4–6       |
| 3.  | 2006. április 16. | U.S. Men’s Clay Court Championships, Houston     | Salak      | Mardy Fish            | 6–3, 4–6, 3–6       |
| 4.  | 2006. október 8.  | Open de Moselle, Metz                            | Kemény (f) | Novak Đoković         | 6–4, 3–6, 2–6       |
| 5.  | 2007. március 4.  | Tennis Channel Open, Las Vegas                   | Kemény     | Lleyton Hewitt        | 4–6, 6–7(10)        |
| 6.  | 2008. július 14.  | Austrian Open, Kitzbühel                         | Salak      | Juan Martín del Potro | 2–6, 1–6            |
| 7.  | 2010. július 25.  | German Open Tennis Championship, Hamburg         | Salak      | Andrej Golubev        | 3–6, 5–7            |
| 8.  | 2013. február 10. | PBZ Zagreb Indoors, Zágráb                       | Kemény (f) | Marin Čilić           | 3–6, 1–6            |

### Páros

#### Győzelmei (13)
| Összesítés                                            | Összesítés |
| ----------------------------------------------------- | ---------- |
| Grand Slam-torna                                      | (2)        |
| ATP World Tour Masters 1000 / ATP Masters Series      | (1)        |
| ATP World Tour 500 Series / International Series Gold | (2)        |
| ATP World Tour 250 Series / International Series      | (8)        |
| ATP World Tour Finals / Tennis Masters Cup            | (0)        |

| No. | Dátum                | Torna                                          | Borítás     | Partner            | Ellenfél a döntőben                  | Eredmény a döntőben |
| 1.  | 2005. október 30.    | St. Petersburg Open, Szentpétervár             | Szőnyeg (f) | Julian Knowle      | Jonas Björkman Makszim Mirni         | 4–6, 7–5, 7–5       |
| 2.  | 2006. április 30.    | Grand Prix Hassan II, Casablanca               | Salak       | Julian Knowle      | Michael Kohlmann Alexander Waske     | 6–3, 6–4            |
| 3.  | 2006. július 16.     | Campbell’s Hall of Fame Championships, Newport | Fű          | Robert Kendrick    | Jeff Coetzee Justin Gimelstob        | 7–6(3), 6–0         |
| 4.  | 2008. június 21.     | Ordina Open, ’s-Hertogenbosch                  | Fű          | Mario Ančić        | Mahes Bhúpati Lijendar Pedzs         | 7–6(5), 6–3         |
| 5.  | 2009. augusztus 29.  | Pilot Pen Tennis, New Haven                    | Kemény      | Julian Knowle      | Bruno Soares Kevin Ullyett           | 6–4, 7–6(3)         |
| 6.  | 2009. október 11.    | Rakuten Japan Open Tennis Championships, Tokió | Kemény      | Julian Knowle      | Ross Hutchins Jordan Kerr            | 6–2, 5–7, [10–8]    |
| 7.  | 2010. február 7.     | PBZ Zagreb Indoors, Zágráb                     | Kemény (f)  | Philipp Petzschner | Arnaud Clément Olivier Rochus        | 3–6, 6–3, [10–8]    |
| 8.  | 2010. július 3.      | Wimbledon, London                              | Fű          | Philipp Petzschner | Robert Lindstedt Horia Tecău         | 6–1, 7–5, 7–5       |
| 9.  | 2010. október 17.    | Shanghai Masters, Sanghaj                      | Kemény      | Lijendar Pedzs     | Mariusz Fyrstenberg Marcin Matkowski | 7–5, 4–6, [10–5]    |
| 10. | 2011. február 13.    | ABN AMRO World Tennis Tournament, Rotterdam    | Kemény (f)  | Philipp Petzschner | Michaël Llodra Nenad Zimonjić        | 6–4, 3–6, [10–5]    |
| 11. | 2011. július 17.     | Mercedes Cup, Stuttgart                        | Salak       | Philipp Petzschner | Marcel Granollers Marc López         | 6–3, 6–4            |
| 12. | 2011. szeptember 10. | US Open, New York                              | Kemény      | Philipp Petzschner | Mariusz Fyrstenberg Marcin Matkowski | 6–2, 6–2            |
| 13. | 2013. október 19.    | Erste Bank Open, Bécs                          | Kemény      | Philipp Petzschner | Andre Begemann Julian Knowle         | 7–6, 4–6 [10–7]     |

#### Elveszített döntői (16)
| No. | Dátum             | Torna                                                  | Borítás     | Partner            | Ellenfél a döntőben              | Eredmény a döntőben  |
| 1.  | 2002. július 14.  | Miller Lite Hall of Fame Tennis Championships, Newport | Fű          | Alexander Popp     | Bob Bryan Mike Bryan             | 5–7, 3–6             |
| 2.  | 2003. július 13.  | Miller Lite Hall of Fame Tennis Championships, Newport | Fű          | Julian Knowle      | Jordan Kerr David Macpherson     | 6–7(4), 3–6          |
| 3.  | 2003. július 27.  | Generali Open, Kitzbühel                               | Salak       | Alexander Peya     | Martin Damm Cyril Suk            | 4–6, 4–6             |
| 4.  | 2006. április 16. | U.S. Men’s Clay Court Championships, Houston           | Salak       | Julian Knowle      | Michael Kohlmann Alexander Waske | 7–5, 4–6, [5–10]     |
| 5.  | 2006. október 8.  | Open de Moselle, Metz                                  | Kemény (f)  | Julian Knowle      | Richard Gasquet Fabrice Santoro  | 6–3, 1–6, [9–11]     |
| 6.  | 2006. október 15. | BA-CA TennisTrophy, Bécs                               | Kemény (f)  | Julian Knowle      | Petr Pala Pavel Vizner           | 4–6, 6–3, [10–12]    |
| 7.  | 2006. október 23. | St. Petersburg Open, Szentpétervár                     | Szőnyeg (f) | Julian Knowle      | Simon Aspelin Todd Perry         | 1–6, 6–7(3)          |
| 8.  | 2007. február 26. | Regions Morgan Keegan Championships, Memphis           | Kemény (f)  | Julian Knowle      | Eric Butorac Jamie Murray        | 5–7, 3–6             |
| 9.  | 2007. október 28. | St. Petersburg Open, Szentpétervár                     | Szőnyeg (f) | Todd Perry         | Daniel Nestor Nenad Zimonjić     | 1–6, 6–7(3)          |
| 10. | 2008. január 12.  | Heineken Open, Auckland                                | Kemény      | Xavier Malisse     | Luis Horna Juan Mónaco           | 4–6, 6–3, [7–10]     |
| 11. | 2008. május 24.   | Hypo Group Tennis International, Pörtschach            | Salak       | Julian Knowle      | Marcelo Melo André Sá            | 5–7, 7–6(3), [11–13] |
| 12. | 2009. november 1. | Bank Austria TennisTrophy, Bécs                        | Kemény (f)  | Julian Knowle      | Łukasz Kubot Oliver Marach       | 6–2, 4–6, [9–11]     |
| 13. | 2010. október 3.  | PTT Thailand Open, Bangkok                             | Kemény      | Jónátán Erlich     | Christopher Kas Viktor Troicki   | 4–6, 4–6             |
| 14. | 2012. január 8.   | Brisbane International, Brisbane                       | Kemény      | Philipp Petzschner | Makszim Mirni Daniel Nestor      | 1–6, 2–6             |
| 15. | 2014. november 2. | BNP Paribas Masters, Párizs                            | Kemény (f)  | Marcin Matkowski   | Bob Bryan Mike Bryan             | 6–7(5), 7–5, [6–10]  |
| 16. | 2015. május 3.    | TEB BNP Paribas Istanbul Open, Isztambul               | Salak       | Robert Lindstedt   | Radu Albot Dušan Lajović         | 4–6, 6–7(2)          |